# Daj mi tę noc
Daj mi tę noc – piosenka polskiej grupy muzyki pop Bolter z 1985 roku. Muzykę do piosenki napisał lider grupy Sławomir Sokołowski, a tekst Andrzej Sobczak. Utwór ukazał się na płycie długogrającej Więcej słońca (1986) oraz na singlu Tonpressu S578 w 1985. Do piosenki nakręcono też teledysk.
W 1985 utwór zdobył jedną z dwóch głównych nagród w konkursie Premiery na XXII Krajowym Festiwalu Piosenki Polskiej w Opolu.
W 2010 r. utwór ukazał się na płycie „Radio Retro” projektu IncarNations.